# Dendrides pallidus
Dendrides pallidus là một loài bọ cánh cứng trong họ Cerambycidae.